# Karosseriebauer

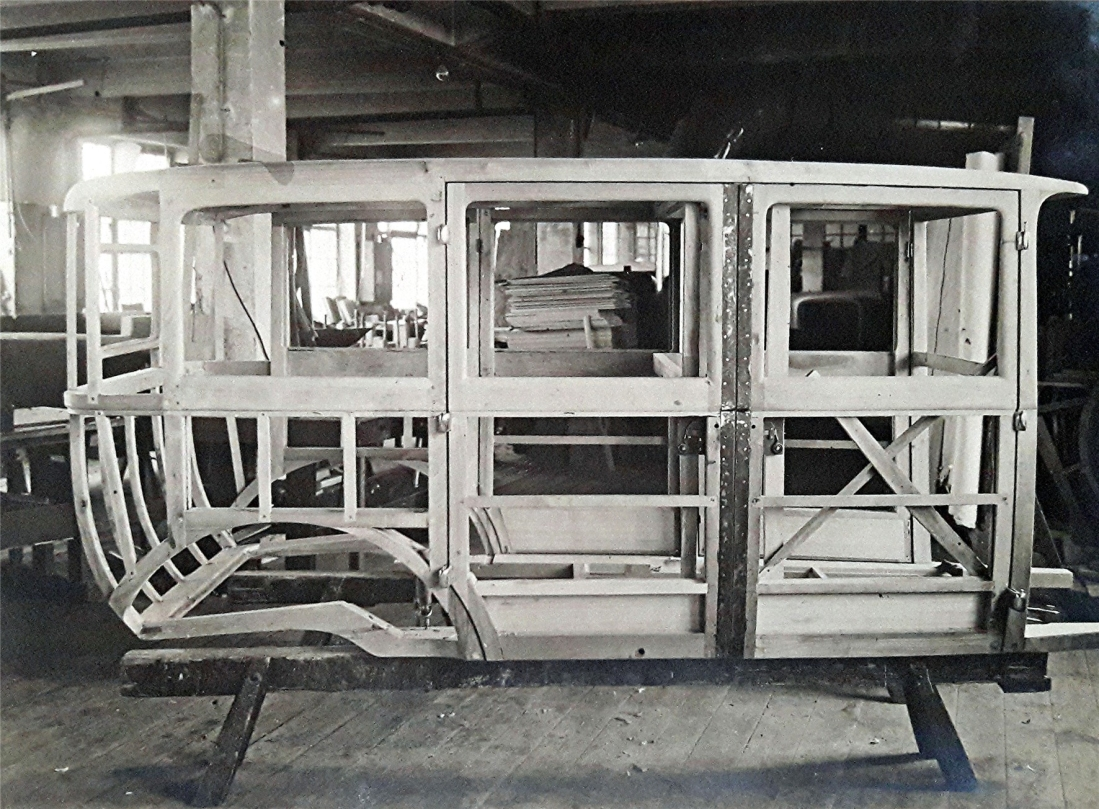
Holz-Skelett einer Gläser-Karosserie, vermutlich Horch 8-303 Pullman-Limousine. Um 1927.

Karosseriebauer war von 1939 bis 1989 ein anerkannter handwerklicher Ausbildungsberuf in Deutschland. Die Lehrzeit betrug dreieinhalb Jahre.
Der Beruf des Karosseriebauers wurde 1989 durch den Nachfolgeberuf Karosserie- und Fahrzeugbauer mit den Fachrichtungen Karosseriebau und
Fahrzeugbau abgelöst. 2003 erfolgte die Weiterentwicklung des Berufs zum Karosserie- und Fahrzeugbaumechaniker.

## Berufsbild
Autos entstehen zwar auf dem Fließband, aber für Spezialfahrzeuge muss die Karosserie noch oft von Hand gefertigt werden. Das war die Aufgabe der Karosseriebauer. Aus Metallblechen und Kunststoff, aus Isolierplatten und vielerlei anderem Material bauten sie auf das von der Autofirma gelieferte Fahrgestell Aufbauten für Nutzfahrzeuge wie Möbelwagen, Kühlwagen, rollende Büchereien oder Sparkassen, Ausstellungswagen, Getränkewagen sowie Spezialfahrzeuge für Polizei oder Feuerwehr.
Nach der Werkstattzeichnung wurde durch Zuschneiden, Biegen und Formen, Schrauben und Schweißen das Gerippe zusammengesetzt und mit Holz, Stahlblech, Aluminium und vor allem Kunststoff verkleidet. Türen und Fenster waren einzusetzen, Sitze, Wandverkleidungen und elektrische Installationen anzubringen. Auch die Wartung und Reparatur solcher Aufbauten und Karosserien gehörten zu den Aufgaben. Einen breiten Raum nahm außerdem die Instandsetzung von Personenkraftwagen nach Unfällen ein.

## Weiterbildungsmöglichkeiten
Karosseriebauer hatten nach erfolgreicher Ablegung der Gesellenprüfung mehrere Möglichkeiten, sich beruflich weiterzubilden:
- Karosseriebaumeister
- Staatlich geprüfter Karosserie- und Fahrzeugbautechniker
- Dipl.-Ing. (FH) Fahrzeugtechnik

## Bekannte Karosseriebauer
- Gottlob Auwärter (1903–1993), Unternehmer, Gründer der Gottlob Auwärter Karosserie- und Fahrzeugbau KG
- Willy Bernath (1914–1991), Skilangläufer, Schweizer Meister der Viererkombination
- Hans Blöcker (1898–1988), Politiker (CDU), Landtags- und Bundestagsabgeordneter
- Bernd Freier (* 1946), Unternehmer, Gründer von s.Oliver
- Lorenz Ladage (* 1933), Politiker (CDU), Bürgermeister der Stadt Dortmund
- Christof Wolfmaier (* 1961), Ingenieur, Hochschullehrer und Rektor der Hochschule Esslingen